# 沙谷站
沙谷站（：／ Sagok yeok */?）是位于韩国庆尚北道龟尾市沙谷洞的一个铁路车站，属于京釜线。

## 車站結構
2面2線對向式月台。

### 月台配置
| ↑ 龜尾 |
| \| 下  |
| 若木 ↓ |

| 月台 | 路線   | 類別     | 目的地                     |
| ---- | ------ | -------- | -------------------------- |
| 上行 | 京釜線 | 無窮花號 | 大田、天安、水原、首爾方向 |
| 下行 | 京釜線 | 無窮花號 | 倭館、東大邱、釜山方向     |

## 历史
- 1965年12月10日，落成使用。
- 1967年5月30日，车站站舍改建开始。
- 1969年6月29日，车站站舍改建结束。

## 车站周边
- 沙谷高等学校
- 沙谷初等学校
- 上毛中学校
- 上毛初等学校
- 广坪川

## 相鄰車站
韓國鐵道公社
京釜線
無窮花號
龜尾－沙谷－若木